# Bengt Erlandsson (polis)
Bengt Henrik Erlandsson, född 13 december 1924 i Göteborg, död 25 oktober 2003 i Göteborg, var en svensk länspolismästare.
Erlandsson blev juris kandidat vid Uppsala universitet 1949, genomförde tingstjänstgöring 1949–1951, anställdes vid polis- och åklagarväsendet 1951, blev landsfogdeassistent i Västerås 1956, polisintendent vid statspolisen 1959, byråchef vid Rikspolisstyrelsen 1964, polisöverintendent i Göteborg 1965, polismästare där 1971–1984 samt var länspolismästare i Göteborgs och Bohus län 1984–1989. Han är begravd på Stampens kyrkogård i Göteborg.